# Lugagnano Val d'Arda
Lugagnano Val d'Arda est une commune italienne de la province de Plaisance, dans la région Émilie-Romagne.

## Administration
| Période                                  | Période | Identité | Étiquette | Qualité |
| ---------------------------------------- | ------- | -------- | --------- | ------- |
|                                          |         |          |           |         |
| Les données manquantes sont à compléter. |         |          |           |         |

### Hameaux
Antognano, Chiavenna, Diolo, Montezago, Prato Ottesola, Rustigazzo, Tabiano, Veleia, Vicanino.

### Communes limitrophes
Carpaneto Piacentino, Castell'Arquato, Gropparello, Morfasso, Vernasca.